# Love and Peace (film)
Pour l’article homonyme, voir Love & Peace.
Pour plus de détails, voir Fiche technique et Distribution.
Love and Peace (ラブ＆ピース, Rabu ando pīsu) est un film japonais réalisé par Sion Sono, sorti en 2015.

## Synopsis
Maltraité par ses collègues, Ryōichi Suzuki trouve son réconfort dans une amitié improbable avec une tortue.

## Fiche technique
- Titre : Love and Peace
- Titre original : ラブ＆ピース (Rabu ando pīsu?)
- Réalisation : Sion Sono
- Scénario : Sion Sono
- Photographie : Shin'ya Kimura (ja)
- Montage : Jun'ichi Itō (ja)
- Décors : Takeshi Shimizu (ja)
- Musique : Yasuhiko Fukuda (ja)
- Société de production : Asmik Ace Entertainment, Gansis et King Records
- Pays d'origine :  Japon
- Langue originale : japonais
- Genre : Comédie dramatique, comédie romantique et film musical
- Durée : 117 minutes
- Dates de sortie : 
  - Japon : 26 juin 2015[1]

## Distribution
- Hiroki Hasegawa : Ryōichi Suzuki
- Kumiko Asō : Yuko Terashima
- Kiyohiko Shibukawa : Satoru Inagawa
- Eita Okuno (ja) : membre du groupe Revolution Q
- Makita Sports (ja) : le patron de Ryōichi
- Motoki Fukami (ja) : Tōru Tanaka
- Tōru Tezuka (ja) : le scientifique
- Toshiyuki Nishida (ja) : vieil homme mystérieux
- Ichirō Ogura (ja) : un collègue de Ryōichi
- Erina Mano : une étudiante
- Megumi Kagurazaka : la mère de Yuri
- Daikichi Sugawara (ja) : un journaliste
- Miyuki Matsuda (ja) : le producteur Matsui

## Distinctions
Le film a remporté le prix du public du meilleur film asiatique au festival FanTasia. Il a également été présenté en sélection officielle en compétition au festival international du film de Pékin.